# Veleșani, Kărdjali
Veleșani (în bulgară Велешани) este un sat în comuna Kărdjali, regiunea Kărdjali,  Bulgaria. 

## Demografie
Componența etnică a satului Veleșani
     Turci (97,69%)
     Nicio identificare (2,3%)
     Altele (0%)
La recensământul din 2011, populația satului Veleșani era de 130 locuitori. Din punct de vedere etnic, majoritatea locuitorilor (97,69%) erau turci. Pentru 2,3% din locuitori nu este cunoscută apartenența etnică.